# Nebula
Nebula – po Hugo druga na świecie pod względem znaczenia nagroda z dziedziny literatury fantastycznej. Utworzona w 1966 roku. Jej pomysłodawcą był Lloyd Biggle Jr. Nazwa nagrody (ang. nebula) oznacza „mgławicę” .
Nebula przyznawana jest przez SFWA (Science Fiction and Fantasy Writers of America – Stowarzyszenie Amerykańskich Pisarzy Fantasy i Science Fiction), a jej laureaci przedstawiani są na dorocznym spotkaniu pod koniec kwietnia. Wraz z nią wręczane są Grand Master Award, Author Emeritus, Nagroda im. Raya Bradbury’ego oraz Nagroda Andre Norton. Ta ostatnia nie jest traktowana jako kategoria Nebuli, jednak sposób wyłaniania ich laureatów jest identyczny.

## Kategorie
Nebula przyznawana jest w kilku kategoriach:
- Nagroda Nebula za najlepszą powieść (Best Novel) – utwór składający się z 40 000 lub więcej słów
- Nagroda Nebula za najlepsze opowiadanie (Best Novella) – utwór składający się z przynajmniej 17 500 słów, ale z nie więcej niż 40 000[a]
- Nagroda Nebula za najlepszą nowelę (Best Novelette) – utwór składający się z przynajmniej 7500 słów, ale z nie więcej niż 17 500
- Nagroda Nebula za najlepszą krótką formę/miniaturę literacką (Best Short Story) – utwór składający się z mniej niż 7500 słów
- Nagroda im. Raya Bradbury’ego za najlepszą prezentację dramatyczną/scenariusz (w latach 1973–1977 jako Best Dramatic Presentation and Best Dramatic Writing, w latach 1999-2008 jako Best Script)
- Scenariusz gry – od 2018

## Laureaci

### 2024[1]
- Powieść: John Wiswell(inne języki) Someone You Can Build a Nest In[b]
- Opowiadanie: A.D. Sui(inne języki) The Dragonfly Gambit
- Nowela: A.W. Prihandita(inne języki) Negative Scholarship on the Fifth State of Being
- Krótka forma: Isabel J. Kim(inne języki) Why Don’t We Just Kill the Kid in the Omelas Hole

### 2023[3]
- Powieść: Vajra Chandrasekera(inne języki) The Saint of Bright Doors
- Opowiadanie: Ai Jiang(inne języki) Linghun
- Nowela: Naomi Kritzer(inne języki) The Year Without Sunshine
- Krótka forma: R.S.A Garcia(inne języki) Cioteczka Merle i Pastuch 4200 (Tantie Merle and the Farmhand 4200)

### 2022[4]
- Powieść: R.F. Kuang Babel, czyli o konieczności przemocy (Babel)
- Opowiadanie: C.L. Polk(inne języki) Even Though I Knew the End[c]
- Nowela: John Chu(inne języki) Jeśli przyjdzie ci rozmawiać z bogiem, mów mu na ty (If You Find Yourself Speaking to God, Address God with the Informal You)
- Krótka forma: Samantha Mills(inne języki) Rabbit Test

### 2021[6]
- Powieść: P. Djèlí Clark Władca dżinnów (A Master of Djinn)
- Opowiadanie: Premee Mohamed(inne języki) And What Can We Offer You Tonight
- Nowela: Oghenechovwe Donald Ekpeki(inne języki) O2 Arena
- Krótka forma: Sarah Pinsker Where Oaken Hearts Do Gather

### 2020[7]
- Powieść: Martha Wells Efekt sieci
- Opowiadanie: P. Djèlí Clark Ring Shout
- Nowela: Sarah Pinsker Two Truths and a Lie
- Krótka forma: John Wiswell(inne języki) Dzień otwarty w nawiedzonym domu (Open House on Haunted Hill)

### 2019[8]
- Powieść: Sarah Pinsker A Song for a New Day
- Opowiadanie: Amal El-Mohtar, Max Gladstone(inne języki) Tak właśnie przegrywasz Wojnę Czasu (This Is How You Lose the Time War)
- Nowela: Cat Rambo(inne języki) Carpe Glitter
- Krótka forma: A.T. Greenblatt(inne języki) Give the Family My Love

### 2018[9]
- Powieść: Mary Robinette Kowal The Calculating Stars(inne języki)
- Opowiadanie: Aliette de Bodard The Tea Master and the Detective
- Nowela: Brooke Bolander(inne języki) The Only Harmless Great Thing
- Krótka forma: P. Djèlí Clark Sekretne życie dziewięciu murzyńskich zębów Jerzego Waszyngtona (The Secret Lives of the Nine Negro Teeth of George Washington)

### 2017[10]
- Powieść: N.K. Jemisin Kamienne niebo (The Stone Sky)
- Opowiadanie: Martha Wells Wszystkie wskaźniki czerwone (All Systems Red)
- Nowela: Kelly Robson(inne języki) A Human Stain
- Krótka forma: Rebecca Roanhorse Welcome to Your Authentic Indian ExperienceTM

### 2016[11]
- Powieść: Charlie Jane Anders All the Birds in the Sky
- Opowiadanie: Seanan McGuire Każde serce to wrota (Every Heart a Doorway)
- Nowela: William Ledbetter(inne języki) The Long Fall Up
- Krótka forma: Amal El-Mohtar Pora szkła, pora żelaza (Seasons of Glass and Iron)

### 2015[12]
- Powieść: Naomi Novik Wybrana (Uprooted, Rebis 2015)
- Opowiadanie: Nnedi Okorafor Binti
- Nowela: Sarah Pinsker Our Lady of the Open Road
- Krótka forma: Alyssa Wong(inne języki) Głodne córki głodujących matek (Hungry Daughters of Starving Mothers)

### 2014[13]
- Powieść: Jeff VanderMeer Unicestwienie (Annihilation, Wydawnictwo Otwarte 2014)
- Opowiadanie: Nancy Kress Yesterday’s Kin
- Nowela: Alaya Dawn Johnson(inne języki) Przewodnik po owocach wyspy Hawai'i (A Guide to the Fruits of Hawai'i)
- Krótka forma: Ursula Vernon Jackalope Wives

### 2013[14]
- Powieść: Ann Leckie Zabójcza sprawiedliwość (Ancillary Justice, Akurat 2015)
- Opowiadanie: Vylar Kaftan(inne języki) The Weight of the Sunrise
- Nowela: Aliette de Bodard The Waiting Stars
- Krótka forma: Rachel Swirsky(inne języki) Gdybyś był dinozaurem, mój ukochany (If You Were a Dinosaur, My Love)

### 2012[15]
- Powieść: Kim Stanley Robinson 2312
- Opowiadanie: Nancy Kress After the Fall, Before the Fall, During the Fall
- Nowela: Andy Duncan(inne języki) Close Encounters
- Krótka forma: Aliette de Bodard Immersion

### 2011[16]
- Powieść: Jo Walton Wśród obcych (Among others, Akurat 2013)
- Opowiadanie: Kij Johnson Człowiek, który przerzucił most przez mgłę (The Man Who Bridged the Mist, Fantastyka – wydanie specjalne 2/2013)
- Nowela: Geoff Ryman What We Found
- Krótka forma: Ken Liu Papierowa menażeria (The Paper Menagerie, Nowa Fantastyka 6/2012)

### 2010[17]
- Powieść: Connie Willis Blackout/All Clear
- Opowiadanie: Rachel Swirsky The Lady Who Plucked Red Flowers beneath the Queen’s Window
- Nowela: Eric James Stone That Leviathan, Whom Thou Hast Made
- Krótka forma: (ex aequo)
  - Kij Johnson Kucyki (Ponies)
  - Harlan Ellison How Interesting: A Tiny Man

### 2009
- Powieść: Paolo Bacigalupi Nakręcana dziewczyna (The Windup Girl, MAG 2011)
- Opowiadanie: Kage Baker(inne języki) The Women of Nell Gwynne's
- Nowela: Eugie Foster(inne języki) Sinner, Baker, Fabulist, Priest; Red Mask, Black Mask, Gentleman, Beast
- Krótka forma: Kij Johnson Spór (Spar)

### 2008
- Powieść: Ursula K. Le Guin Moce (Powers)
- Opowiadanie: Catherine Asaro The Spacetime Pool
- Nowela: John Kessel(inne języki) Duma i Prometeusz (Pride and Prometheus)
- Krótka forma: Nina Kiriki Hoffman(inne języki) Trophy Wives
- Scenariusz: Andrew Stanton i Jim Reardon(inne języki) WALL·E

### 2007
- Powieść: Michael Chabon Związek żydowskich policjantów (The Yiddish Policemen’s Union, W.A.B. 2009)
- Opowiadanie: Nancy Kress Źródło starości (Fountain of Age)
- Nowela: Ted Chiang Kupiec i wrota alchemika (The Merchant and the Alchemist’s Gate, Nowa Fantastyka 3/2008)
- Krótka forma: Karen Joy Fowler Wieczność (Always)
- Scenariusz: Guillermo del Toro Labirynt Fauna (El laberinto del fauno)

### 2006
- Powieść: Jack McDevitt Poszukiwacz (Seeker)
- Opowiadanie: James Patrick Kelly Pożar (Burn)
- Nowela: Peter S. Beagle Dwa serca (Two Hearts)
- Krótka forma: Elizabeth Hand Echo
- Scenariusz: Hayao Miyazaki, Cindy Davis Hewitt(inne języki), Donald H. Hewitt(inne języki) Ruchomy zamek Hauru (Howl's Moving Castle)

### 2005
- Powieść: Joe Haldeman Kamuflaż (Camouflage, Wydawnictwo Dolnośląskie 2008)
- Opowiadanie: Kelly Link Magia dla początkujących (Magic for Beginners, w: Magia dla początkujących Wydawnictwo Dolnośląskie 2008)
- Nowela: Kelly Link Czarodziejska torebka (The Faery Handbag, w: Magia dla początkujących Wydawnictwo Dolnośląskie 2008)
- Krótka forma: Carol Emshwiller(inne języki) Mieszkam z tobą (I Live With You)
- Scenariusz: Joss Whedon Serenity
- Nagroda Andre Norton: Holly Black Valiant: A Modern Tale of Faerie

### 2004
- Powieść: Lois McMaster Bujold Paladyn dusz (Paladin of Souls, Prószyński i S-ka 2005)
- Opowiadanie: Walter Jon Williams Zaraza zielonych lampartów (The Green Leopard Plague, Nowa Fantastyka 1/2005)
- Nowela: Ellen Klages(inne języki) Basement Magic
- Krótka forma: Eileen Gunn Coming to Terms
- Scenariusz: Fran Walsh, Philippa Boyens i Peter Jackson Władca Pierścieni: Powrót króla (The Lord of the Rings: The Return of the King); na podstawie powieści Władca Pierścieni J.R.R. Tolkiena

### 2003
- Powieść: Elizabeth Moon Prędkość mroku(inne języki) (Speed of Dark, ISA 2005)
- Opowiadanie: Neil Gaiman Koralina (Coraline, Mag 2003)
- Nowela: Jeffrey Ford Imperium lodów (The Empire of Ice Cream, w: Kroki w nieznane 2006)
- Krótka forma: Karen Joy Fowler What I Didn't See
- Scenariusz: Fran Walsh, Philippa Boyens, Stephen Sinclair(inne języki) i Peter Jackson Władca Pierścieni: Dwie wieże (The Lord of the Rings: The Two Towers); na podstawie powieści Władca Pierścieni J.R.R. Tolkiena

### 2002
- Powieść: Neil Gaiman Amerykańscy bogowie (American Gods, Mag 2002)
- Opowiadanie: Richard Chwedyk(inne języki) Bronte's Egg
- Nowela: Ted Chiang Piekło to nieobecność Boga (Hell is the Absence of God, w: Historia twojego życia Solaris 2006)
- Krótka forma: Carol Emshwiller(inne języki) Creature
- Scenariusz: Fran Walsh, Philippa Boyens i Peter Jackson Władca Pierścieni: Drużyna Pierścienia (The Lord of the Rings: The Fellowship of the Ring); na podstawie powieści Władca Pierścieni J.R.R. Tolkiena

### 2001
- Powieść: Catherine Asaro The Quantum Rose
- Opowiadanie: Jack Williamson The Ultimate Earth
- Opowiadanie: Kelly Link Louise's Ghost
- Krótka forma: Severna Park The Cure for Everything
- Scenariusz: James Schamus, Kuo Jung Tsai(inne języki) i Hui-Ling Wang(inne języki) Przyczajony tygrys, ukryty smok (Crouching Tiger, Hidden Dragon); na podstawie książki Wang Dulu(inne języki)//

### 2000
- Powieść: Greg Bear Radio Darwina (Darwin’s Radio, Solaris 2009)
- Opowiadanie: Linda Nagata Boginie (Goddesses, SFinks 5/2002)
- Nowela: Walter Jon Williams Daddy’s World
- Krótka forma: Terry Bisson Maksy (macs)
- Scenariusz: Robert Gordon(inne języki) i David Howard(inne języki) Kosmiczna załoga (Galaxy Quest)

### 1999
- Powieść: Octavia E. Butler Przypowieść o talentach (Parable of the Talents, Prószyński i S-ka 2003)
- Opowiadanie: Ted Chiang Historia twojego życia (Story of Your Life, w: Historia twojego życia Solaris 2006)
- Nowela: Mary A. Turzillo(inne języki) Mars is No Place for Children
- Krótka forma: Leslie What(inne języki) The Cost of Doing Business
- Scenariusz: M. Night Shyamalan Szósty zmysł (The Sixth Sense)

### 1998
- Powieść: Joe Haldeman Wieczny pokój (Forever Peace, Zysk i S-ka 2000)
- Opowiadanie: Sheila Finch(inne języki) Reading the Bones
- Nowela: Jane Yolen Lost Girls
- Krótka forma: Bruce Holland Rogers(inne języki) Thirteen Ways to Water

### 1997
- Powieść: Vonda N. McIntyre Księżyc i słońce(inne języki) (The Moon and the Sun, Prószyński i S-ka 1999)
- Opowiadanie: Jerry Oltion(inne języki) Abandon in Place
- Nowela: Nancy Kress Kwiaty więzienia Aulit (The Flowers of Aulit Prison, Nowa Fantastyka 11/1997)
- Krótka forma: Jane Yolen Sister Emily's Lightship

### 1996
- Powieść: Nicola Griffith(inne języki) Slow River
- Opowiadanie: Jack Dann(inne języki) Szybujący Da Vinci (Da Vinci Rising, SFinks 4/2002)
- Nowela: Bruce Holland Rogers(inne języki) Szalupa ratunkowa na płonącym morzu (Lifeboat on a Burning Sea, Nowa Fantastyka 1/2000)
- Krótka forma: Esther M. Friesner(inne języki) Urodziny (A Birthday)

### 1995
- Powieść: Robert J. Sawyer Eksperyment terminalny (The Terminal Experiment, Zysk i S-ka 1997)
- Opowiadanie: Elizabeth Hand Ostatnie lato na Marsowym Wzgórzu (Last Summer at Mars Hill, SFinks 2/2002)
- Nowela: Ursula K. Le Guin Samotność (Solitude, w: Urodziny świata Prószyński i S-ka 2003)
- Krótka forma: Esther Friesner(inne języki) Death and the Librarian

### 1994
- Powieść: Greg Bear Moving Mars
- Opowiadanie: Mike Resnick Siedem spojrzeń na wąwóz Olduvai (Seven Views of Olduvai Gorge, Nowa Fantastyka 1/1998)
- Nowela: David Gerrold(inne języki) Dziecko z Marsa (The Martian Child, Nowa Fantastyka 12/1995)
- Krótka forma: Martha Soukup(inne języki) A Defense of the Social Contracts

### 1993
- Powieść: Kim Stanley Robinson Czerwony Mars (Red Mars, Prószyński i S-ka 1998)
- Opowiadanie: Jack Cady(inne języki) Tej nocy pochowaliśmy psa szos (The Night We Buried Road Dog, w: Nebula’93 Prószyński i S-ka 1998)
- Nowela: Charles Sheffield(inne języki) Georgia On My Mind (Georgia on My Mind, w: Nebula’93 Prószyński i S-ka 1998)
- Krótka forma: Joe Haldeman Groby (Graves, w: Nebula’93 Prószyński i S-ka 1998)

### 1992
- Powieść: Connie Willis Księga Sądu Ostatecznego (Doomsday Book, Prószyński i S-ka 1996)
- Opowiadanie: James Morrow Miasto prawdy (City of Truth, w: Nebula’92 Prószyński i S-ka 1997)
- Nowela: Pamela Sargent(inne języki) Danny leci na Marsa (Danny Goes to Mars, w: Nebula’92 Prószyński i S-ka 1997)
- Krótka forma: Connie Willis Nawet królowa (Even the Queen, w: Nebula’92 Prószyński i S-ka 1997)

### 1991
- Powieść: Michael Swanwick Stacje przypływu (Stations of the Tide, Mag 1998)
- Opowiadanie: Nancy Kress Hiszpańscy żebracy (Beggars in Spain, Prószyński i S-ka 1996)
- Nowela: Mike Conner(inne języki) Pies przewodnik (Guide Dog, Nowa Fantastyka 1/1994)
- Krótka forma: Alan Brennert(inne języki) Ma Qui (Ma Qui, Nowa Fantastyka 3/1993)

### 1990
- Powieść: Ursula K. Le Guin Tehanu (Tehanu: The Last Book of Earthsea, Phantom Press 1991)
- Opowiadanie: Joe Haldeman W duchu Hemingwaya (The Hemingway Hoax, w: Rakietowe szlaki t. VI, 2012)
- Nowela: Ted Chiang Wieża Babilonu (Tower of Babylon, w: Historia twojego życia Solaris 2006)
- Krótka forma: Terry Bisson Niedźwiedzie odkrywają ogień (Bears Discover Fire, IASFM 1/1991)

### 1989
- Powieść: Elizabeth Ann Scarborough The Healer's War
- Opowiadanie: Lois McMaster Bujold Lamentowe góry (The Mountains of Mourning, w: Granice nieskończoności Prószyński i S-ka 1998)
- Nowela: Connie Willis W Rialto (At the Rialto, Nowa Fantastyka 4/1994)
- Krótka forma: Geoffrey A. Landis(inne języki) Fale na morzu Diraca (Ripples in the Dirac Sea, w: Don Wollheim proponuje 1989)

### 1988
- Powieść: Lois McMaster Bujold Stan niewolności (Falling Free, Prószyński i S-ka 1997)
- Opowiadanie: Connie Willis Ostatni winnebago (The Last of the Winnebagos w: Kroki w nieznane 2008)
- Nowela: George Alec Effinger Kociątko Schrödingera (Schrodinger's Kitten, w: Don Wollheim proponuje Alfa 1989)
- Krótka forma: James Morrow Opowieści biblijne dla dorosłych (Bible Stories for Adults, No. 17: The Deluge, Fenix 0/1990)

### 1987
- Powieść: Pat Murphy Spadająca kobieta (The Falling Woman, Zysk i S-ka 1999)
- Opowiadanie: Kim Stanley Robinson Ślepy geometra (The Blind Geometer, Nowa Fantastyka 10/1989)
- Nowela: Pat Murphy Zakochana Rachela (Rachel in Love, w: Don Wollheim proponuje Alfa 1988)
- Krótka forma: Kate Wilhelm Na zawsze Twoja, Anna (Forever Yours, Anna, w: Don Wollheim proponuje Alfa 1988)

### 1986
- Powieść: Orson Scott Card Mówca umarłych (Speaker for the Dead, Prószyński i S-ka 1992)
- Opowiadanie: Lucius Shepard(inne języki) Przepustka (R & R, w: Don Wollheim proponuje Alfa 1987)
- Nowela: Kate Wilhelm The Girl Who Fell into the Sky
- Krótka forma: Greg Bear Styczne (Tangents, Fenix 0/1990)

### 1985
- Powieść: Orson Scott Card Gra Endera (Ender’s Game, Editions Spotkania-Fantastyka 1991)
- Opowiadanie: Robert Silverberg Pożeglować do Bizancjum (Sailing to Byzantium w: Don Wollheim proponuje, Alfa 1986)
- Nowela: George R.R. Martin Portrety jego dzieci (Portraits of His Children, w: Retrospektywa. Światło odległych gwiazd Zysk i S-ka 2007)
- Krótka forma: Nancy Kress Wśród wszystkich tych jasnych gwiazd (Out of All Them Bright Stars, Nowa Fantastyka 3/1987)

### 1984
- Powieść: William Gibson Neuromancer (Neuromancer, Fenix-Alkazar 1992)
- Opowiadanie: John Varley NACIŚNIJ ENTER■ (PRESS ENTER■, Don Wollheim proponuje Alfa 1985)
- Nowela: Octavia E. Butler Więzy krwi (Bloodchild, w: Don Wollheim proponuje Alfa 1985)
- Krótka forma: Gardner Dozois Morning Child

### 1983
- Powieść: David Brin Gwiezdny przypływ (Startide Rising, Rebis 1994)
- Opowiadanie: Greg Bear Ciężki bój (Hardfought, Fenix 4-5/1996)
- Nowela: Greg Bear Pieśń krwi (Blood Music, rozbudowane do rozmiarów powieści: Alfa 1992)
- Krótka forma: Gardner Dozois The Peacemaker

### 1982
- Powieść: Michael Bishop Nie masz wroga prócz czasu (No Enemy but Time, Zysk i S-ka 2000)
- Opowiadanie: John Kessel(inne języki) Następna sierota (Another Orphan, Nowa Fantastyka 3/2004)
- Nowela: Connie Willis Praktyka dyplomowa (Fire Watch, w: Zaćmienie Prószyński i S-ka 1996)
- Krótka forma: Connie Willis List od Clearysów (A Letter from the Clearys, Fantastyka 7/1984)

### 1981
- Powieść: Gene Wolfe Pazur Łagodziciela (The Claw of the Conciliator, Iskry 1994)
- Opowiadanie: Poul Anderson Psychodrama (The Saturn Game, Iskry 1987)
- Nowela: Michael Bishop Przyspieszenie (The Quickening)
- Krótka forma: Lisa Tuttle The Bone Flute (autorka nie przyjęła nagrody)

### 1980
- Powieść: Gregory Benford Timescape
- Opowiadanie: Suzy McKee Charnas Gobelin z jednorożcem (The Unicorn Tapestry, w: Gobelin z wampirem Rebis 1992)
- Nowela: Howard Waldrop(inne języki) Szkaradne kuraki (The Ugly Chickens, w: Kroki w nieznane 2009)
- Krótka forma: Clifford D. Simak Grota tańczących jeleni (Grotto of the Dancing Deer, Fenix 2/1990)

### 1979
- Powieść: Arthur C. Clarke Fontanny raju (The Fountains of Paradise, Amber 1996)
- Opowiadanie: Barry Longyear(inne języki) Mój własny wróg (Enemy Mine, Nowa Fantastyka 3-4/1996)
- Nowela: George R.R. Martin Piaseczniki(inne języki) (Sandkings, w: Piaseczniki Zysk i S-ka 1998)
- Krótka forma: Edward Bryant(inne języki) giANTS

### 1978
- Powieść: Vonda N. McIntyre Opiekun snu (Dreamsnake, Phantom Press 1991)
- Opowiadanie: John Varley Uporczywość widzenia(inne języki) (The Persistence of Vision, Nowa Fantastyka 5/1995)
- Nowela: Charles L. Grant(inne języki) A Glow of Candles, a Unicorn's Eye
- Krótka forma: Edward Bryant(inne języki) Kamień (Stone, w: Kroki w nieznane 2006)

### 1977
- Powieść: Frederik Pohl Gateway. Brama do gwiazd (Gateway, Alfa 1987)
- Opowiadanie: Spider Robinson i Jeanne Robinson(inne języki) Gwiezdny taniec(inne języki) (Stardance, Fantastyka 10-12/1986)
- Nowela: Raccoona Sheldon Sposób na muchy (The Screwfly Solution, Fantastyka 10/1985)
- Krótka forma: Harlan Ellison Jeffty ma pięć lat (Jeffty Is Five, w: Ptak śmierci Solaris 2003)
- Dzieło dramaturgiczne: Nagrody nie przyznano, jedynie nagrodę specjalną dla filmu Gwiezdne wojny (Star Wars)

### 1976
- Powieść: Frederik Pohl Człowiek plus (Man Plus, Iskry 1986)
- Opowiadanie: James Tiptree Jr. Houston, Houston, czy mnie słyszysz? (Houston, Houston, Do You Read?, w: Houston, Houston, czy mnie słyszysz i inne opowiadania Zysk i S-ka 2000)
- Nowela: Isaac Asimov Człowiek, który żył dwieście lat (The Bicentennial Man, Fantastyka 3/1984)[d]
- Krótka forma: Charles L. Grant(inne języki) A Crowd of Shadows

### 1975
- Powieść: Joe Haldeman Wieczna wojna (The Forever War, Zysk i S-ka 1995)
- Opowiadanie: Roger Zelazny Powrót kata (Home Is the Hangman, w: Wariant jednorożca Rebis 1995)
- Nowela: Tom Reamy(inne języki) San Diego Lightfoot Sue
- Krótka forma: Fritz Leiber Zdążyć na Zeppelina (Catch that Zeppelin!, Nowa Fantastyka 4/2003)
- Prezentacja dramatyczna: Mel Brooks i Gene Wilder Młody Frankenstein (Young Frankenstein)

### 1974
- Powieść: Ursula K. Le Guin Wydziedziczeni (The Dispossessed, Phantom Press 1993)
- Opowiadanie: Robert Silverberg Rodzimy się z umarłymi (Born with the Dead, Rebis 1993)
- Nowela: Gordon Eklund(inne języki) i Gregory Benford If the Stars Are Gods
- Krótka forma: Ursula K. Le Guin Dzień przed rewolucją (The Day Before the Revolution, w: Wszystkie strony świata Iskry 1980)
- Prezentacja dramatyczna: Śpioch (Sleeper) – film fabularny reż. Woody Allen

### 1973
- Powieść: Arthur C. Clarke Spotkanie z Ramą (Rendezvous with Rama, PAX 1978)
- Opowiadanie: Gene Wolfe Śmierć Doktora Wyspy (The Death of Doctor Island, w: Śmierć Doktora Wyspy Prószyński i S-ka 1995)
- Nowela: Vonda N. McIntyre Z Trawy i Mgły i Piasku (Of Mist, and Grass, and Sand, Fantastyka 11-12/1983)
- Krótka forma: James Tiptree Jr. Miłość to plan, plan to śmierć (Love Is the Plan, the Plan Is Death, w: Houston, Houston, czy mnie słyszysz i inne opowiadania Zysk i S-ka 2000)
- Prezentacja dramatyczna: Stanley R. Greenberg(inne języki) Zielona pożywka (Soylent Green) – film fabularny reż. Richard Fleischer, scen. Stanley R. Greenberg (na podstawie powieści Przestrzeni! Przestrzeni! (Make Room! Make Room!) Harry’ego Harrisona)

### 1972
- Powieść: Isaac Asimov Równi bogom (The Gods Themselves, Zysk i S-ka 1994)
- Opowiadanie: Arthur C. Clarke Spotkanie z meduzą (A Meeting with Medusa, w: Spotkanie z meduzą Alfa 1988)
- Nowela: Poul Anderson Pieśń pasterza (Goat Song, Iskry 1990)
- Krótka forma: Joanna Russ Nadchodzą nowe czasy (When it Changed, w: Droga do science fiction 3: Od Heinleina do dzisiaj Alfa 1987)

### 1971
- Powieść: Robert Silverberg Czas przemian (A Time of Changes, Rebis 1992)
- Opowiadanie: Katherine MacLean(inne języki) The Missing Man
- Nowela: Poul Anderson Królowa Powietrza i Mroku (The Queen of Air and Darkness, Iskry 1987)
- Krótka forma: Robert Silverberg Dobre wieści z Watykanu (Good News from the Vatican, w: Pożeglować do Bizancjum Solaris 2003)

### 1970
- Powieść: Larry Niven Pierścień (Ringworld, Amber 1991)
- Opowiadanie: Fritz Leiber Zobaczyć Lankhmar i umrzeć (Ill Met in Lankhmar, Solaris 2004)
- Nowela: Theodore Sturgeon Powolna rzeźba(inne języki) (Slow Sculpture, w: Rakietowe szlaki t. 2, Czytelnik 1978)
- Krótka forma: nagrody nie przyznano

### 1969
- Powieść: Ursula K. Le Guin Lewa ręka ciemności (The Left Hand of Darkness, Wydawnictwo Literackie 1988)
- Opowiadanie: Harlan Ellison Chłopiec i jego pies (A Boy and His Dog Fenix 5/1991)
- Nowela: Samuel R. Delany Czas rozpatrywany jako helisa z kamieni półszlachetnych (Time Considered as a Helix of Semi-Precious Stones)
- Krótka forma: Robert Silverberg Pasażerowie (Passengers, w:Pożeglować do Bizancjum Solaris 2003)

### 1968
- Powieść: Alexei Panshin(inne języki) Rite of Passage
- Opowiadanie: Anne McCaffrey Jeźdźcy smoków (Dragonrider, Rebis 1991)
- Nowela: Richard Wilson(inne języki) Mother to the World
- Krótka forma: Kate Wilhelm Eksperyment Darina (The Planners, w: Droga do science fiction 4: Od dzisiaj do wieczności Alfa 1988)

### 1967
- Powieść: Samuel R. Delany Punkt Einsteina (The Einstein Intersection, Phantom Press 1992)
- Opowiadanie: Michael Moorcock I ujrzeli człowieka (Behold the Man, CIA-Books 1992)
- Nowela: Fritz Leiber Porzucam kośćmi (Gonna Roll the Bones, w: Niebezpieczne wizje Solaris 2002)
- Krótka forma: Samuel R. Delany Opaść na Gomorę (Aye, and Gomorrah, w: Droga do science fiction 3: Od Heinleina do dzisiaj Alfa 1987)

### 1966
- Powieść:
  - Daniel Keyes Kwiaty dla Algernona (Flowers for Algernon, Prószyński i S-ka 1996) ex aequo
  - Samuel R. Delany Babel-17 (Babel-17, Solaris 2008) ex aequo
- Opowiadanie: Jack Vance Ostatni zamek (The Last Castle, Rebis 1994)
- Nowela: Gordon R. Dickson Nazywaj go panem (Call Him Lord, w: Z krwi i kości Avallon 1991)
- Krótka forma: Richard McKenna(inne języki) Tajemne miejsce (The Secret Place, Fenix 2/1990)

### 1965
- Powieść: Frank Herbert, Diuna (Dune, Iskry 1985)
- Opowiadanie:
  - Brian W. Aldiss Śliniaste drzewo (The Saliva Tree, w: Rakietowe szlaki t. VI, 2012) (ex aequo)
  - Roger Zelazny Psychouczestnik (He Who Shapes, w: Ostatni obrońca Camelotu Rebis 1995) (ex aequo)
- Nowela: Roger Zelazny Bramy jego twarzy, lampy jego ust (The Doors of His Face, the Lamps of His Mouth, w: Róża dla Eklezjastesa Rebis 1998)
- Krótka forma: Harlan Ellison Ukorz się pajacu, rzecze Tiktaktor („Repent, Harlequin!” Said the Ticktockman, w: Ptak śmierci Solaris 2003)